# 아마드 엘리치
아마드 엘리치(영어: Ahmad Elrich, 1981년 5월 30일 ~ )는 레바논계 오스트레일리아의 전 축구 선수이며, 포지션은 윙어이다.
오스트레일리아의 축구팀인 패러매터 이글스와 패러매터 파워에서 활약했으며, 이후 K리그의 부산 아이콘스를 거쳐 프리미어리그의 풀럼 FC로 이적하였다. 그 뒤 륀 포트발 임대 상활을 거쳤으며, 웰링턴 피닉스 FC로 이적해 자국 부대에 복귀한 뒤 센트럴코스트 매리너스 FC로 팀을 옮겨 활약한 뒤 2010년 선수 은퇴를 선언하였다.
또한 2004년 오스트레일리아 U-23 국가대표팀 소속으로 2004년 하계 올림픽에 참가하기도 했으며, 2004년부터 2006년까지 오스트레일리아 축구 국가대표팀 소속으로 활약하며 2005년 FIFA 컨페더레이션스컵에 참가하는 등 총 17경기에 출전해 5골을 득점하였다.